# NGC 7427
NGC 7427 ist eine linsenförmige Galaxie vom Hubble-Typ S0 im Sternbild Pegasus am Nordsternhimmel. Sie ist schätzungsweise 441 Millionen Lichtjahre von der Milchstraße entfernt und hat einen Durchmesser von etwa 90.000 Lj.
Im selben Himmelsareal befinden sich u. a. die Galaxien NGC 7430 und NGC 7451.
Das Objekt wurde am 22. November 1865 von Otto Wilhelm von Struve entdeckt.